# Ali Abdi Farah
Ali Abdi Farah (* 16. Februar 1947 in Dschibuti) ist ein Politiker der Rassemblement populaire pour le progrès (RPP), der unter anderem zwischen 1999 und 2005 Außenminister von Dschibuti war.

## Leben
Farah war nach dem Besuch eines Gymnasiums und einem Studium der Verwaltungswissenschaften am Regionalen Verwaltungsinstitut in Lyon (Institut Régional de l’Administration de Lyon), das er mit einem Diplômé en Administration publique beendete, zwischen 1969 und 1972 als Lehrer tätig und war danach im auswärtigen Dienst tätig. Nach Funktionen als Diplomatischer Attaché von Staatspräsident Hassan Gouled Aptidon und als Leiter der Abteilung für allgemeine Verwaltung und konsularische Angelegenheiten im Außenministerium war er Botschaftsrat Erster Klasse an der Botschaft in Tunesien.
Am 8. Juni 1995 wurde Farah, der auch Mitglied des Exekutivkomitees des Rassemblement populaire pour le progrès (RPP) war, Minister für Energie, Bergbau und natürliche Ressourcen (Ministre de l’Energie, des Mines et des Ressources Naturelles) im Kabinett von Premierminister Barkat Gourad Hamadou.
Als Kandidat des RPP wurde er am 19. Dezember 1997 in der vierten Legislaturperiode zum Mitglied der Nationalversammlung gewählt und vertrat dort nach seinen Wiederwahlen am 10. Januar 2003 und am 8. Februar 2008 den Wahlbezirk Dschibuti.
Im Rahmen einer Kabinettsumbildung übernahm er am 12. Mai 1999 von Mohamed Moussa Chehem das Amt des Außenministers (Ministre des Affaires Etrangères) im Kabinett von Barkat Gourad Hamadou und bekleidete dieses auch im Kabinett von Premierminister Dileita Mohamed Dileita bis zu seiner Ablösung durch Mahamud Ali Jussuf am 22. Mai 2005. Er selbst übernahm im Rahmen dieser Regierungsumbildung im Kabinett Dileita die Ämter als Minister für Kommunikation und Kultur, Beauftragter Minister für Post und Telekommunikation und Regierungssprecher (Ministre de la Communication et de la Culture, Charge des postes et des Télécommunications, porte parole du Gouvernement) Diese Ministerämter bekleidete er bis 2011.
Bei den Wahlen vom 22. Februar 2013 kandidierte er erneut für die Nationalversammlung und wurde auch in der siebten Legislaturperiode zum Abgeordneten gewählt.